# Calendario persa
El calendario persa o calendario iraní es un calendario solar en el que el año comienza con el equinoccio de marzo. El 21 de marzo de 2025 comenzó el año 1404 del calendario persa (1 Farvardín 1404 -  فروردین ۱۴۰۱) . Es el calendario oficial en Irán y Afganistán.

«En Irán, la fiesta más grande del año es el Nouruz, día de Año Nuevo...  Siempre comienza el primer día de primavera en el momento exacto del equinoccio. Esto significa que cada año el Nouruz comienza en una hora diferente. Un año puede comenzar el 21 de marzo a las 5:32 A.M., mientras que al siguiente año puede ocurrir el 20 de marzo a las 11:54 P.M. Cada iraní sabe el momento exacto en que el jubileo comienza».
Firoozeh Dumas.

## Historia

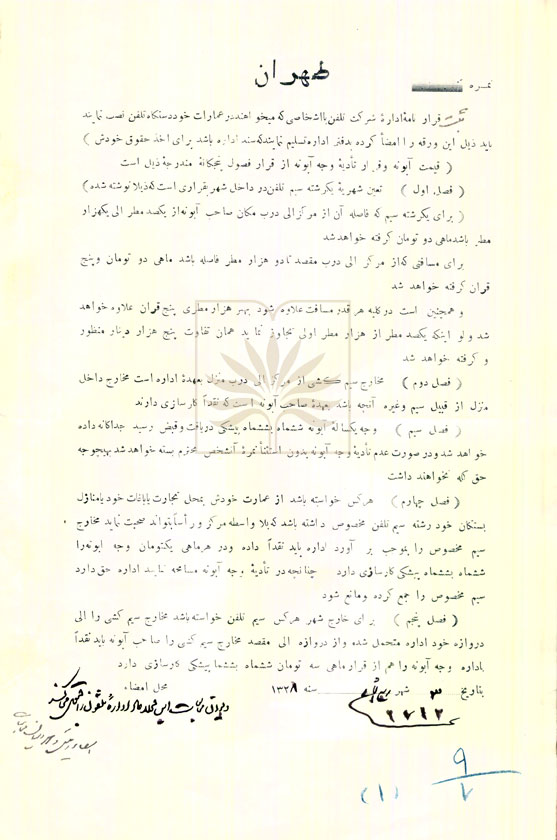
Un contrato persa publicado en Teherán el 14 de abril de 1910 que utilizó el calendario musulmán.

El rey Jamshid en el año 800 a. C. constituyó el calendario persa, e instituyó la fiesta de Nouruz o del año nuevo, única fiesta civil que conocían los persas. Algunos lo atribuyen al jefe de los Karismios persas, Djelaleddin, la institución en el siglo XIII de un calendario que dicen preferible al gregoriano, en el que está fijada la fecha de la renovación del año solar en el día del equinoccio de primavera. De todas formas es cierto que los persas tomaron el calendario de los caldeos, con el año de 360 días, y agregaron otros 5 o 6 complementarios, y así resulta en el antiguo año persa, llamado todavía Yesdedjirdique, era el que se trataba de establecer en Francia en 1793 con el nombre de era republicana.
En su forma actual, el calendario fue adoptado en 1925 en Irán y se considera más preciso que el calendario gregoriano, dado que en el gregoriano hay un error de un día cada 3320 años, mientras que en el persa el mismo error aparecería cada 3,5 millones de años. Afganistán adoptó el calendario persa en la forma yalalí (جلالی), más antigua, en 1922.

## Descripción
El calendario persa tiene seis meses con 31 días, los cinco meses siguientes con 30 días y el último con 29 o 30 días según sea bisiesto o no. El año comienza en Nouruz que coincide con el 20 o 21 de marzo del gregoriano.
Los días y su denominación son las siguientes
- Sábado: shambé (شنبه).
- Domingo: yekshambé (یک‌شنبه).
- Lunes: doshambé (دوشنبه).
- Martes seshambé (سه‌شنبه).
- Miércoles: chaharshambé (چهارشنبه).
- Jueves: panchshanbé (پنج‌شنبه).
- Viernes: yom'é (جمعه).[3]

Los meses
|    | Nombre      | Nombre iraní | Día de inicio    | Duración |
| -- | ----------- | ------------ | ---------------- | -------- |
| 1  | Farvardín   | فروردین      | 21 de marzo      | 31       |
| 2  | Ordibehesht | اردیبهشت     | 21 de abril      | 31       |
| 3  | Jordad      | خرداد        | 22 de mayo       | 31       |
| 4  | Tir         | تیر          | 22 de junio      | 31       |
| 5  | Mordad      | مرداد        | 23 de julio      | 31       |
| 6  | Shahrivar   | شهریور       | 23 de agosto     | 31       |
| 7  | Mehr        | مهر          | 23 de septiembre | 30       |
| 8  | Abán        | آبان         | 23 de octubre    | 30       |
| 9  | Azar        | آذر          | 22 de noviembre  | 30       |
| 10 | Dey         | دی           | 22 de diciembre  | 30       |
| 11 | Bahmán      | بهمن         | 21 de enero      | 30       |
| 12 | Esfand      | اسفند        | 20 de febrero    | 29/30    |